# Georges Schehadé
Georges Schehadé, född 2 november 1905 i Alexandria i Egypten, död 17 januari 1989 i Paris, var en libanesisk poet och dramatiker.

## Biografi
Schehadé, som var uppvuxen och större delen av sitt liv bodde i Libanon, skrev på franska. Han debuterade tidigt som poet och under 1930-talet ägnade han sig huvudsakligen åt poesi. Först 1939 skrev han sin första pjäs, den bisarra Monsieur Bob'le. Sedan kom ett världskrig emellan och det dröjde till 1951 innan pjäsen sattes upp på en avantgardeteater i Paris, där den dock gjorde en skandalsuccé. Därefter höll sig Schehadé huvudsakligen till dramatiken.
"Schéhadés [sic] metod är att upplösa dramat, låta det flyta ut i poesi, som i lustiga, vemodiga och satiriska formuleringar kritiserar många skeva inriktningar i nuvarande samhällssystem och mänskliga livsformer." (Åke Runnquist, 1971)